# Усасай
Уса̀сай (на италиански: Ussassai; на сардински: Ussàssa, Усаса) е село и община в Южна Италия, провинция Нуоро, автономен регион и остров Сардиния. Разположено е на 710 m надморска височина. Населението на общината е 625 души (към 2010 г.).
До 2005 г. общината е част от провинция Нуоро.